# Dettah
Dettah est une localité canadienne et une communauté des Premières Nations de la région du Slave Nord, aux Territoires du Nord-Ouest. 

## Toponymie
Le nom signifie « point brûlé » en langue tlicho et réfère à une campement de pêche traditionnel utilisés par les Dénés depuis des centaines d'années. 
Son nom a souvent été mal orthographié Detah, même dans les documents officiels.  

## Géographie
Située au sud-est de la capitale territoriale Yellowknife, la localité est à 27 kilomètres de cette ville via la route Ingraham Trail, ou, durant l'hiver,  à 6,5 kilomètres par la route gelée sur le bras nord du Grand Lac des Esclaves. 

## Démographie
La localité comptait 219 habitants en 2016 en récession avec 192 habitants en 2021.